# Arteria cremastérica
La arteria cremastérica es una arteria que se origina como rama colateral de la arteria epigástrica inferior, que acompaña al cordón espermático e irriga al músculo cremáster y otras cubiertas del cordón, anastomosándose con la arteria testicular (arteria espermática interna en textos más antiguos). En la mujer, la arteria cremastérica es muy pequeña y acompaña al ligamento redondo del útero, recibiendo el nombre de arteria del ligamento redondo del útero. No presenta ramas.

## Distribución
Se distribuye hacia el músculo cremáster y las cubiertas del cordón espermático.